# علي بن منصور الكرمي
الشيخ علي بن منصور الكرمي (وُلد في طولكرم في 10 مايو 1815م – تُوفي في طولكرم في 10 ديسمبر 1897م)، علامة وإمام وفقيه مسلم وقاضي، من أبرز علماء الحنابلة، وأحد أبرز أعلام فلسطين، وأحد علماء الإسلام في القرن الثالث عشر الهجري، يُعد مرجعًا للحنابلة، وكان أمينًا لإفتاء الحنابلة، ووكيلًا للجامع الأموي، ومفتيًا وقاضيًا للقضاة في أرض فلسطين، وله مجموعة من المؤلفات، وصف أيام زمانه بأنه «الشيخ الإمام فريد عصره ووحيد دهره».

## ولادته
وُلِد علي بن منصور الكرمي في مدينة طولكرم في فلسطين، بتاريخ 10 مايو 1815 ميلاديًا، الموافق 30 جُمادى الأولى 1230 هجريًا، حيث ولد في حي الفقهاء في البلدة القديمة في مدينة طولكرم، وحي الفقهاء هو أحد الأحياء الدينية التاريخية في فلسطين والذي يضم نخبة علماء الدين، وقد أخرج الحي مجموعة من الشيوخ وعلماء الدين، كان منهم الشيخ مرعي الكرمي والشيخ يوسف بن يحيى الكرمي والشيخ أحمد بن يحيى الكرمي والشيخ مصطفى بن يوسف الكرمي والشيخ محمد سعيد الجمل وغيرهم.

## نشأته وطلبه للعلم
نشأ الكرمي في مدينته طولكرم في أسرة عرفت بالعلم، وتلقى في طولكرم العلوم الشرعية والقرآن، حيث درس على يد عدد من العلماء والمشايخ في طولكرم كان منهم الشيخ محمد الطياح، ثم واصل تعليمه في دمشق حيث المدرسة المرادية والمعروفة باسم «أزهر دمشق»، فأخذ هناك فقه الحنابلة عن عدد من الشيوخ منهم الشيخ حسن بن عمر الشطي والشيخ إبراهيم الكفيري، وأخذ علم الفرائض، كما أخذ بقية العلوم الشرعية عن مجموعة من علماء ذلك العصر منهم الشيخ عبد الرحمن الكزبري والشيخ سعيد الحلبي والشيخ حامد العطار والشيخ عبد الرحمن الطيبي وغيرهم.
توجه الشيخ علي بن منصور الكرمي بعد ذلك إلى مصر، ثم عاد إلى طولكرم، ثم إلى دمشق مجددًا، حيث أكمل تحصيله العلمي، وتولى هناك منصب أمين إفتاء الحنابلة، ووكيل الجامع الأموي، وأصبح مرجعًا رئيسيًا للحنابلة، ثم عاد بعد ذلك إلى طولكرم، وتولى القضاء والإفتاء في فلسطين، وعُرف بأنه أحد أبرز أعلام فلسطين.

## علومه
كان الشيخ علي بن منصور الكرمي إمامًا في الأصول والتفسير والفقه واللغة والمنطق والجدل والقضاء.

## شيوخه
تتلمذ الشيخ علي بن منصور الكرمي على يد عدد كبير من العلماء والشيوخ في شتى الفروع الشرعية والفقهية واللغوية، ومن هؤلاء الشيوخ:
- الشيخ محمد الطياح.[19]
- الشيخ حسن بن عمر الشطي.[19]
- الشيخ إبراهيم الكفيري.[19]
- الشيخ سعيد الحلبي.[19]
- الشيخ عبد الرحمن الطيبي.[19]
- الشيخ عبد الرحمن الكزبري.[19]
- الشيخ حامد العطار.[19]

وغيرهم العديد.

## منهجه
تأثر الشيخ علي بن منصور الكرمي بعلماء بلده الحنابلة السلف، فسلك سبيلَهم، وسار على خطاهم، والتزم منهجهم، واقتفى أثرهم، وأعتمد تعاليمهم. ومن أبرزهم هؤلاء العلماء الذين تأثر بهم:
- العلامة مرعي بن يوسف بن أبي بكر الكرمي.
- العلامة يوسف بن يحيى بن مرعي الكرمي.
- العلامة أحمد بن يحيى بن يوسف الكرمي.
- العلامة مصطفى بن يوسف بن يحيى الكرمي.
- العلامة محمد بن أحمد بن سالم السفاريني.

## حياته الأسرية
عاش الشيخ علي بن منصور الكرمي في أسرة اشتهرت بالعلم، فوالده الشيخ منصور الكرمي.
الشيخ علي بن منصور الكرمي متزوج وله عدد من الأبناء، من أبرزهم العلامة سعيد الكرمي. ومن أبرز أحفاد الشيخ علي بن منصور الكرمي كل من الشاعر عبد الكريم الكرمي، والعالم اللغوي حسن الكرمي، والأديب أحمد شاكر الكرمي، والسياسي عبد الغني الكرمي، والأديب محمود الكرمي.

شجرة عائلة علي بن منصور الكرمي.

## مؤلفاته
للشيخ علي بن منصور الكرمي مجموعة من المؤلفات، من أبرزها:
- الغاية.[15][21]
- مختصر عقيدة السفاريني.[15][21][22][23]
- مختصر شرح لوامع الأنوار البهية وسواطع الأسرار الأثرية لشرح الدرة المضية في عقد الفرقة المرضية.[24][25]

## وفاته
توفي الشيخ علي بن منصور الكرمي في مدينة طولكرم، يوم الجمعة 10 ديسمبر 1897 ميلاديًا، الموافق 15 رجب 1315 هجريًا، عن عمر ناهز 82 عامًا، ودفن في مدينة طولكرم. كان الشيخ الكرمي قد كتب وصية خلال حياته أوصى فيها أن يدفن في طولكرم بصرف النظر عن المكان الذي سيتوفى فيه.

## ثناء العلماء عليه
- قال الشيخ محمد كمال الدين الغزي: «هو الشيخ العالم الفاضل الفقيه».[28]
- نقل الشيخ محمد جميل الشطي قائلًا: «هو الشيخ الفاضل الفقيه النِحرير الهُمام».[28]
- نقل الكاتب جميل بن عارف بركات قائلًا: «هو الشيخ الإمام فريد عصره ووحيد دهره».[29]

## وصلات خارجية
- علي منصور الكرمي (1230-1315هـ).
- سيرة علي منصور الكرمي، كتاب «إضافات للنعت الأكمل لأصحاب الإمام أحمد بن حنبل».